# Sericostoma galeatum
Sericostoma galeatum är en nattsländeart som beskrevs av Jules Pièrre Rambur 1842. Sericostoma galeatum ingår i släktet Sericostoma och familjen krumrörsnattsländor. Inga underarter finns listade i Catalogue of Life.